# Hjalmar Säfwenberg

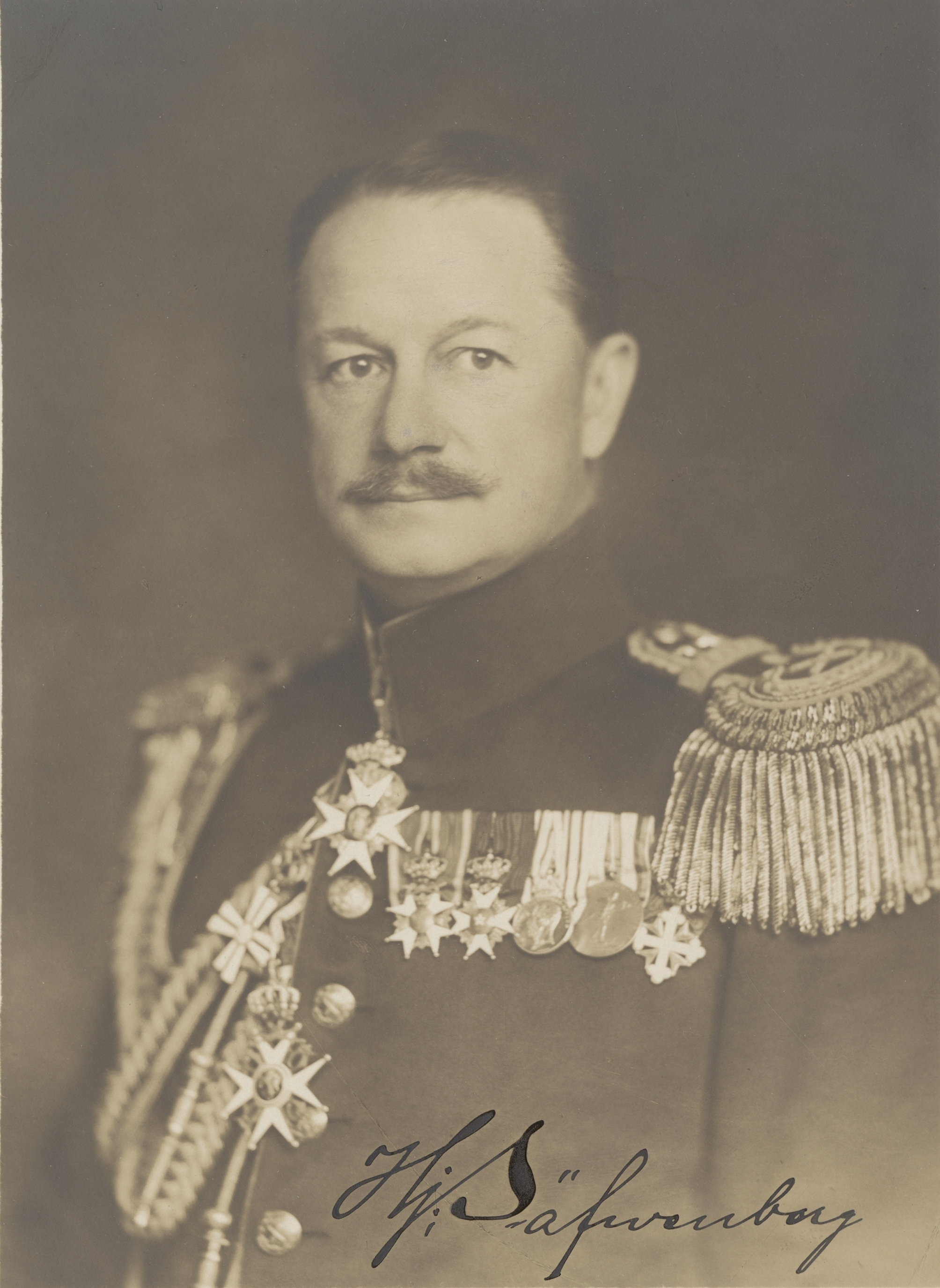
Hjalmar Säfwenberg.

Knut Otto Hjalmar Säfwenberg, född den 4 december 1870 i Heds församling, Västmanlands län, död den 18 juni 1958 i Vavd, Hållnäs församling, Uppsala län, var en svensk militär.
Säfwenberg blev underlöjtnant vid Hälsinge regemente 1891. Han genomgick krigshögskolan 1896–1898 och var aspirant vid generalstaben 1898–1900. Säfwenberg blev kapten 1904, vid generalstaben 1905, vid regementet 1909, major vid generalstaben 1912, överstelöjtnant 1915, överste 1917 och sekundchef för Första livgrenadjärregementet 1919, chef för Tredje infanteribrigaden 1923, brigadchef vid norra arméfördelningen 1928, generalmajor 1929 och chef för östra brigaden 1931–1932. Han var stadsfullmäktig i Linköping 1924–1926, ordförande i styrelsen för Östergötlands läns arbetsförmedlingar 1935–1940 och ordförande i länsarbetsnämnden för nämnda län 1940–1944. Säfwenberg invaldes som ledamot av Krigsvetenskapsakademiens andra klass 1918 och av dess första klass 1929. Han blev riddare av Svärdsorden 1912, av Nordstjärneorden 1917 och av Carl XIII:s orden 1935, kommendör av andra klassen av Vasaorden 1919 och av Svärdsorden 1921 samt kommendör av första klassen av Svärdsorden 1923. Säfwenberg erhöll Finlands frihetskors av första klass med svärd 1918.